# Athuruga
Athuruga är en ö i Ariatollen i Maldiverna. Den ligger i administrativa atollen Alif Dhaal, i den västra delen av landet, 100 km sydväst om huvudstaden Malé.
På ön finns en turistanläggning, men ingen fastboende befolkning, varför ön officiellt räknas som obebodd.